# فرناند أنجيل
فرناند أنجيل (بالفرنسية: Fernand Angel)‏ هو عالم زواحف فرنسي، ولد في 2 فبراير 1881 في الأردين في فرنسا، وتوفي في 13 يوليو 1950 في الدائرة الرابعة عشرة في باريس في فرنسا.